# STS-103
STS-103 est la vingt-septième mission de la navette spatiale Discovery.

## Équipage
- Commandant : Curtis L. Brown (6)  États-Unis
- Pilote : Scott J. Kelly (1)  États-Unis
- Spécialiste de mission 1 : Steven L. Smith (3)  États-Unis
- Spécialiste de mission 2 : C. Michael Foale (5)  États-Unis
- Spécialiste de mission 3 : John M. Grunsfeld (3)  États-Unis
- Spécialiste de mission 4 : Claude Nicollier (4)  Suisse de l'ESA
- Spécialiste de mission 5 : Jean-François Clervoy (3)  France de l'ESA

Le chiffre entre parenthèses indique le nombre de vols spatiaux effectués par l'astronaute au moment de la mission.

## Paramètres de la mission
- Masse :
  - Navette au décollage : 112 493 kg
  - Navette à l'atterrissage : 95 768 kg
- Périgée : 563 km
- Apogée : 609 km
- Inclinaison : 28,5°
- Période : 96,4 minutes

### Activités Extra véhiculaires
- Smith et Grunsfeld  - EVA 1
- Début de la EVA 1: 22 décembre 1999 - 18h54 UTC
- Fin de la EVA 1: 23 décembre 1999 - 03h09 UTC
- Durée: 8 heures, 55 minutes

- Foale et Nicollier  - EVA 2
- Début de la EVA 2: 23 décembre 1999 - 19h06 UTC
- Fin de la EVA 2:  24 décembre 1999 - 03h16 UTC
- Durée: 8 heures, 10 minutes

- Smith et Grunsfeld  - EVA 3
- Début de la EVA 3: 24 décembre 1999 - 19h17 UTC
- Fin de la EVA 3: 25 décembre 1999 - 03h25 UTC
- Durée: 8 heures, 08 minutes

## Objectifs de la mission
L'objectif principal de la mission STS-103 était la maintenance du télescope spatial Hubble. La mission STS-103 a connu quatre jours de sorties extra-véhiculaires (EVA), où tous les quatre participants ont travaillé par paires ou en jours alternés pour réparer et restaurer le télescope.

## Insolite
L'astronaute John Grunsfeld, spécialiste de la mission, a emporté un « drapeau de la planète Mars » à bord de Discovery.